# Unicorn huanaco
Unicorn huanaco är en spindelart som beskrevs av Norman I. Platnick och Antonio D. Brescovit 1995. Unicorn huanaco ingår i släktet Unicorn och familjen dansspindlar.
Artens utbredningsområde är Bolivia. Inga underarter finns listade i Catalogue of Life.